# CVC Capital Partners
CVC Capital Partners (CVC) este unul dintre principalele fonduri de investiții private și consultanță în investiții la nivel mondial.
Compania a fost înființată în anul 1981 și are o rețea de 19 birouri și 231 de angajați în Europa, Asia și Statele Unite.
CVC investește în prezent 18 miliarde de euro fonduri private, provenind de la CVC Fund V, CVC Tandem Fund și CVC Asia III.
În prezent, CVC Funds deține 51 de companii în întreaga lume, având în total aproximativ 280.000 de angajați.
Împreună, aceste companii au o cifră de afaceri totală de aproximativ 88 de miliarde de euro.
La sfârșitul anului 2009, CVC a înființat Grupul „StarBev”, care include operațiunile din domeniul produceri și distribuției berii achiziționate de la Anheuser-Busch InBev din România și din alte 8 țări aflate în Centrul și Estul Europei: Bulgaria, Croația, Cehia, Ungaria, Muntenegru, Serbia, Bosnia și Slovacia.